# Фојсдорф
Фојсдорф (њем. Feusdorf) општина је у њемачкој савезној држави Рајна-Палатинат. Једно је од 109 општинских средишта округа Вулканајфел. Према процјени из 2010. у општини је живјело 549 становника. Посједује регионалну шифру (AGS) 7233023.

## Географски и демографски подаци
Фојсдорф се налази у савезној држави Рајна-Палатинат у округу Вулканајфел. Општина се налази на надморској висини од 518 метара. Површина општине износи 4,4 km². У самом мјесту је, према процјени из 2010. године, живјело 549 становника. Просјечна густина становништва износи 124 становника/km².